# Бианка Гуачеро
Бианка Гуачеро (на италиански: Bianca Guaccero) e италианска театрална, филмова и телевизионна актриса. В България е известна с ролите си на Евелина Бруни от двусерийния тв филм „Партньори и в любовта“ и на Даниела от сериала „Всички мечти на света“.